# スルマク
スルマク (ペルシア語: سورمقまたはラテン文字でSūrmaq、Soormagh、Sūrmak)は、イラン・ファールス州・アーバーデ郡の中央地区に属する市である。2006年の国勢調査で、人口は3116人、世帯数は917だった。